# 北城高铁站 (合肥轨道交通)
北城高铁站位于中华人民共和国安徽省合肥市长丰县凤麟路与嵇康路交叉口地下，是合肥轨道交通8号线的地铁车站，也是其北端终点站。工程站名北城高铁站。于2024年12月26日开通运营。